# Colin McRae Rally (відеогра, 1998)
Colin McRae Rally — відеогра в жанрі перегони, що вийшла у 1998 для ігрової консолі PlayStation та PC.
Розробник та видавець Codemasters.

## Опис
Перша гра в серії Colin McRae Rally. У грі доступно 4 авто з повним приводом, 4 авто з переднім приводом. Також є можливість отримання так званих бонусних авто, при чому два з шести бонусних автомобілів доступні лише після введення чіт-кодів. Дія здебільшого відбувається на Європейських трасах, хоча гонки також проходять і в Новій Зеландії та Індонезії. Кожна країна містить в собі 6 етапів, до складу яких входять і особливі етапи. Список пілотів налічує 20 реально існуючих ралійних пілотів, що брали участь в Чемпіонаті світу з ралі 1998 року. Серед них такі знаменитості, як сам Колін Макрей, Карлос Сайнс та Річард Бернс.